# 詹姆斯·亚历山大
詹姆斯·亚历山大（英語：James R. Alexander），美国音频工程师。他曾2次提名奥斯卡最佳音响效果奖。

## 部分影视作品
- 矿工的女儿（英语：Coal Miner's Daughter (film)） (1980)[1]
- 母女情深 (1983)[2]